# Seznam divadelních her Williama Shakespeara
Toto je seznam divadelních her Williama Shakespeara. Jeho dílo je zcela světské, bez zjevných náboženských motivů. Pro jeho dramata je typický tzv. blankvers — nerýmovaný verš, sestávající z pěti jambických stop. Přelomový byl nejenom jeho styl psaní, ale také to, že postavy jeho her již nejsou tak středověké, jako byly u jeho předchůdců a některých současníků.
Ve svých dílech zobrazuje Shakespeare ženy jako emancipované osobnosti, které si dovolují odporovat mužům a mít vlastní názor. To nebylo v tehdejší době ještě zcela obvyklé. Autor musel mít odvahu a nebát se porušení konvencí, i když mu v tom "hrála do noty" skutečnost, že působil v Anglii za vlády velmi inteligentní, vzdělané a energické královny Alžběty I. Ženy v Shakespearových hrách také vynikají čestností, hrdostí a půvabem.
Shakespearova tvorba obsahuje řadu faktických omylů, někdy zřejmě záměrných. Tak například ve hře Zimní pohádka se část děje odehrává v „Čechách (Bohemia) – pusté zemi u moře“.
Jeho tvorba bývá dělena do tří období:
- 1591-1600: Psal především komedie a historická dramata, často zpracovával staré náměty z anglické minulosti a z antiky.
- 1601-1608: Přichází zklamání a rozčarování nad vývojem společnosti, do jeho tvorby vniká pesimismus a píše tragédie a sonety.
- 1608-1612: Smiřuje se se životem a píše hry, mající charakter tzv. romance, tj. obsahující jak prvky tragédie, tak prvky komedie.

## Historické hry
- Král Jan (King John)
- Richard II.
- Jindřich IV. (1. část) (Henry IV)
- Jindřich IV. (2. část) (Henry IV)
- Jindřich V. (Henry V),
- Jindřich VI. (1. část) (Henry VI)
- Jindřich VI. (2. část) (Henry VI)
- Jindřich VI. (3. část) (Henry VI)
- Richard III.
- Jindřich VIII. (Henry VIII), společně s Johnem Fletcherem

## Komedie
- Dva šlechtici z Verony (1595, The Two Gentlemen of Verona),
- Jak se vám líbí (1601, As You Like it),
- Komedie omylů (1593, The Comedy of Errors)
- Dobrý konec vše napraví (1603, All's Well That Ends Well),
- Kupec benátský (1597, The Merchant of Venice),
- Marná lásky snaha (1595, Love's Labor's Lost),
- Mnoho povyku pro nic (1599, Much Ado About Nothing),
- Něco za něco (1606, Measure for Measure),
- Sen noci svatojánské (1596, A Midsummer-night's Dream),
- Večer tříkrálový (1602, Twelfth Night),
- Veselé paničky windsorské (1601, The Merry Wives of Windsor),
- Zkrocení zlé ženy (1594, The Taming of the Shrew),

## Tragédie
- Antonius a Kleopatra (1607, Antonius and Cleopatra),
- Coriolanus (1608),
- Hamlet (1604),
- Julius Caesar (1599),
- Král Lear (1606, King Lear),
- Macbeth (1606),
- Othello (1605),
- Romeo a Julie (1595, Romeo and Juliet),
- Timon Athénský (1608, Timon of Athens),
- Titus Andronicus (1594).
- Troilus a Kressida (1608, Troilus and Cressida).

## Pohádkové hry(romance)
- Bouře (1612, The Tempest),
- Cymbelín (1609, Cymbeline),
- Zimní pohádka (1611, The Winter's Tale),
- Perikles (1609, Pericles),
- Dva vznešení příbuzní (1613, The Two Noble Kinsmen), společně s Johnem Fletcherem,
- Cardenio (provedena 1613), společně s Johnem Fletcherem, hra se nedochovala.

## Připisovaná díla
- Edward III. (anonymně 1596), historická hra, pravděpodobně společně s Thomasem Kydem,
- Locrine (1594), tragédie,
- Londýnský marnotratník (tiskem 1605, The London Prodigal), komedie,
- Merlinovo narození (prvně uvedeno 1622, The Birth of Merlin), komedie, připisováno Shakespearovi a Williamovi Rowleyovi,
- Sir John Oldcastle (anonymně 1600), historická hra,
- Sir Thomas More (1591-1596), historická hra, na níž se kromě Shakespeara podíleli ještě Thomas Dekker, Thomas Heywood, Anthony Munday a Henry Chettle,[2]
- Thomas Lord Cromwell (uvedeno 1602).